# SN 2006dz
SN 2006dz – supernowa odkryta 31 maja 2006 roku w galaktyce NGC 5185. W momencie odkrycia miała maksymalną jasność 20,00m.